# اچ‌ام‌اس بلت (۱۸۱۴)

{{Infobox ship characteristics
اچ‌ام‌اس بلت (۱۸۱۴) (به انگلیسی: HMS Belette (1814)) یک کشتی بود که طول آن ۱۰۰ فوت ۰ اینچ (۳۰٫۴۸ متر) Length overall بود. این کشتی در سال ۱۸۱۴ (میلادی)|۱۸۱۴]] ساخته شد.